# Ermil Gheorghiu
Ermil Gheorghiu (Botoşani, 13 de fevereiro de 1896 — Bucareste, 14 de janeiro de 1977) foi um major-general romeno, comandante da força aérea de país na segunda guerra mundial.

## Honrarias
- Cruz de Ferro de 2ª e 1ª classe
- Cruz de cavaleiro da cruz de ferro (4 de abril de 1944)